# باريس تورز 1923
باريس تورز 1923 هو سباق دراجات هوائية، وهو الموسم رقم 18 من باريس تورز، وأقيم في 1923.
فاز بالمركز الأول بول ديمان، وبالمركز الثاني Félix Sellier ‏، وبالمركز الثالث Hector Tiberghien ‏.

## الفائزون
| الترتيب | الفائز             |
| ------- | ------------------ |
| الفائز  | بول ديمان          |
| الثاني  | Félix Sellier ‏     |
| الثالث  | Hector Tiberghien ‏ |